# Bror Emil Hildebrand
Pour les articles homonymes, voir Hildebrand.
Bror Emil Hildebrand (né le 22 février 1806 à Madesjö, décédé le 30 août 1884 à Lund) est un archéologue, numismate et directeur de musée suédois. De 1837 à 1879 il est conservateur des Monuments Historiques et Secrétaire de l’Académie royale des belles-lettres. À partir de 1847 il devient membre de l’Académie royale des sciences de Suède et à partir de 1866  membre de l’Académie suédoise. En 1847 il est le fondateur du Musée des Antiquités Nationales de Stockholm.

## Biographie sommaire
En 1830 Hildebrand devient maître de conférences de numismatique à l’université de Lund. C'est à cette époque que C.J. Thomsen, de la ville voisine de Copenhague, l’initie à l’archéologie : ainsi Hildebrand peut-il faire connaître la « théorie des trois âges » (âge de la pierre, âge du bronze et âge du fer) en Suède. Sa principale contribution appartient au domaine de la numismatique médiévale anglo-saxonne, pour lequel il compose plusieurs catalogues et mémoires. Ses découvertes bénéficient fortement des réformes agraires entreprises à l'époque en Suède : le défrichement de nouvelles parcelle met au jour des monnaies de l’ère Viking à un rythme inaccoutumé jusqu’alors.
B.E. Hildebrand est le père de l'archéologue Hans Hildebrand : il l'a comme élève, ainsi que le célèbre Oscar Montelius.

## Œuvres
- Minnespenningar öfver enskilda svenska män och qvinnor , Stockholm, 1860
- Svenska Sigiller från medeltiden, Stockholm
- Anglosachsiska Mynt i Svenska Kongliga Myntkabinettet funna i sveriges jord, Stockholm, 1881

## Sources
- Encyclopedia Britannica
- François Djindjian, Manuel d'archéologie : Méthodes, objets et concepts, Armand Collin, coll. « U », 2011, 590 p. (ISBN 978-2-200-26676-9 et 2-200-26676-6), « La découverte de la protohistoire et le système des trois âges »
- G. van der Meer (dir.), Some corrections to... B. E. Hildebrand's Catalogue of the Anglo-Saxon coins in the Swedish Royal Cabinet, Anglo-Saxon Coins, Taylor & Francis / Methuen, 1961, 296 p.
- Veronica Smart, « Corrections to Hildebrand's corpus of Anglo-Saxon moneyers: from Cnut to Edward the Confessor », Anglo-Saxon England, no 4,‎ décembre 1975, p. 155-170 (DOI https://dx.doi.org/10.1017/S0263675100002763)